# Mikstat
Mikstat (alemany: Mixtadt, Mixstadt o Mixtad) és una ciutat de Polònia que pertany al voivodat de Gran Polònia. El 2021 tenia 1.743 habitants. La seva història es remunta al segle x. Fou una ciutat reial de la Confederació de Polònia i Lituània.